# 2-ニトロジフェニルアミン
2-ニトロジフェニルアミン（2-Nitroduphenylamine、NDPAまたは2-NDPA）は、芳香族アミンの一種であるジフェニルアミンをニトロ化した誘導体である。スーダン・イエロー1339、C.I. 10335、 CI 10335 、フェニル2-ニトロフェニルアミン、2-ニトロ-N-フェニルアニリン、またはN-フェニル-o-ニトロアニリンなど、数々の別名がある。示性式はC6H5NHC6H4NO2。薄片状または粉末状の赤色の結晶性固体で、融点は74-76°C、沸点は346°C。極性があるが、疎水性である。
2-ニトロジフェニルアミンは安定剤として利用され、合成ゴムや爆薬、推進薬（例えばオットー燃料IIや無煙火薬、一部の米陸軍の固体ロケット用ダブルベース推進剤などの硝酸エステル類を含むもの）、プラスチックおよび潤滑剤に添加される。有機合成の中間体でもあり、民生用の有機溶剤溶解染料でもある。
爆発物の爆発を制御するために使用され、この用途ではプロピレングリコールジニトラートの爆発速度の制御がよく知られる。
安定剤としての主たる機能は、硝酸エステルの分解によって生じる酸性硝酸塩や窒素酸化物を排除することである。硝酸エステルの分解は自触媒反応なので、分解生成物を除去しないと分解反応がどんどん進んでしまう。安定剤として加える量は1-2％であり、2％を超えると推進剤では弾道特性が低下する。安定剤の量は時間が経過すると反応により消費されて減少し、安定剤が枯渇すると推進剤の自己発火に繋がりかねないため、含有残量が0.5％未満になった弾薬は監視を強化し、含有残量が0.2％未満となった場合は直ちに廃棄しなければならない。
NDPAと同様の性質を持つ安定剤には 4-ニトロジフェニルアミン、N-ニトロソジフェニルアミンがあるが、IMX-101にも用いられる N-メチル-p-ニトロアニリン（MNA）やジフェニルアミン（DPA）の方がより一般的である。